# Барон Клифтон
Барон Клифтон из Лейтон Бросволд в графстве Хантингдоншир (англ. Baron Clifton of Leighton Bromswold) — наследственный титул в системе Пэрства Англии, существующий с 1608 года. В настоящее время титул входит в титулатуру графов Дарнли, используясь в качестве титула учтивости.

## История
Титул был создан 9 июля 1608 года для сэра Джервиса Клифтона (ок. 1570—1618), с правом наследования для мужских и женских потомков. Лорд Клифтон умер, не оставив выживших наследников мужского рода, ему наследовала его дочь Кэтрин Клифтон, 2-я баронесса Клифтон (1592—1637). Она вышла замуж за Эсме Стюарта, 3-го герцога Леннокса (1579—1624). Им наследовал их старший сын Джеймс Стюарт, 4-й герцог Леннокс и 3-й барон Клифтон (1612—1655). Его преемником стал его сын, Эсме Стюарт, 5-й герцог Леннокс и 4-й барон Клифтон (1649—1660). После его смерти в 1660 году в возрасте одиннадцати лет титулы были разделены. Баронский титул унаследовали Мэри Батлер, 5-я баронесса Клифтон (1651—1668), сестра покойного герцога. Она вышла замуж за Ричарда Батлера, 1-го графа Аррана (1639—1685), но умерла в возрасте восемнадцати лет. Ей наследовал её кузен, Чарльз Стюарт, 6-й герцог Леннокс и 6-й барон Клифтон (1639—1672). Он был сыном лорда Джорджа Стюарта (1618—1642), четвертого сына 3-го герцога Леннокса и 2-й баронессы Клифтон. В 1672 году после смерти Чарльза Стюарта титулы герцога и барона вновь были разделены.

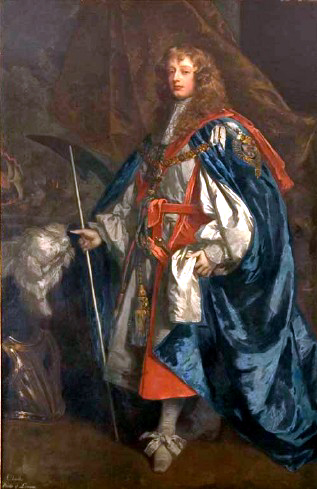
Чарльз Стюарт, 6-й герцог Леннокс, 6-й барон Клифтон

Герцогский титул прервался, а баронский титул унаследовала Кэтрин О’Брайен, 7-я баронесса Клифтон (ок. 1640—1702), сестра 6-го герцога Леннокса. Она была женой Генри О’Брайена, лорда Ибракана (1642—1678), старшего сына Генри О’Брайена, 7-го графа Томонда (1620—1691). Ей наследовала её дочь Кэтрин Хайд, 8-я баронесса Клифтон (1663—1706). Она была женой Эдварда Хайда, виконт Корнбёри (1661—1723), который в 1709 году стал 3-м графом Кларендоном. Преемником леди Клифтон стал их сын Эдвард Хайд, 9-й барон Клифтон (1691—1713). Он скончался при жизни отца и унаследовал графский титул. Ему наследовала его сестра Теодозия Блай, 10-я баронесса Клифтон (1695—1722). Она вышла замуж за Джона Блая, 1-го графа Дарнли (1687—1728). Все последующие графы Дарнли, за исключением 8-го графа, также носили титул баронов Клифтон.

## Бароны Клифтон (1608)

Герб рода Блай, графов Дарнли

- 1608—1618: Джервис Клифтон, 1-й барон Клифтон[англ.] (ок. 1570 — 14 октября 1618), сын сэра Джона Клифтона (ум. 1593)[2];
- 1618—1637: Кэтрин Клифтон, 2-й баронесса Клифтон[англ.] (ок. 1592 — 21 августа 1637), единственная выжившая дочь предыдущего, жена с 1609 года Эсме Стюарта, 3-го герцога Леннкоса[3];
- 1637—1655: Джеймс Стюарт, 4-й герцог Леннокс, 3-й барон Клифтон (6 апреля 1612 — 30 марта 1655), старший сын предыдущих[4];
- 1655—1660: Эсме Стюарт, 5-й герцог Леннокс, 4-й барон Клифтон (2 ноября 1649 — 10 августа 1660), единственный сын предыдущего[5];
- 1660—1668: Мэри Батлер, 5-й баронесса Клифтон (10 июля 1651 — 4 июля 1668), младшая сестра предыдущего[6];
- 1668—1672: Чарльз Стюарт, 6-й герцог Леннокс, 6-й барон Клифтон (7 марта 1639 — 12 декабря 1672), единственный сын лорда Джорджа Стюарта (1618—1642), внук Эсме Стюарта, 3-го герцога Леннокса[7];
- 1672—1702: Кэтрин О’Брайен, 7-я баронесса Клифтон (5 декабря 1640 — 2 ноября 1702), младшая сестра предыдущего[8];
- 1702—1706: Кэтрин Хайд, 8-я баронесса Клифтон (29 января 1673 — 11 августа 1706), вторая дочь предыдущей[9];
- 1706—1713: Эдвард Хайд, 9-й барон Клифтон (16 октября 1691 — 12 февраля 1713), сын предыдущей[10];
- 1713—1722: Теодозия Блай, 10-я баронесса Клифтон (9 ноября 1695 — 30 июля 1722), сестра предыдущего[11];
- 1722—1747: Эдвард Блай, 2-й граф Дарнли, 11-й барон Клифтон (9 ноября 1715 — 22 июля 1747), второй сын предыдущей[12];
- 1747—1781: Джон Блай, 3-й граф Дарнли, 12-й барон Клифтон (28 сентября 1719 — 31 июля 1781), младший брат предыдущего[13];
- 1781—1831: Джон Блай, 4-й граф Дарнли, 13-й барон Клифтон (30 июня 1767 — 17 марта 1831), старший сын предыдущего[14];
- 1831—1835: Эдвард Блай, 5-й граф Дарнли, 14-й барон Клифтон (25 февраля 1795 — 12 февраля 1835), второй сын предыдущего[15];
- 1835—1896: Джон Стюарт Блай, 6-й граф Дарнли, 15-й барон Клифтон (16 апреля 1827 — 14 декабря 1896), старший сын предыдущего[16];
- 1896—1900: Эдвард Генри Стюарт Блай, 7-й граф Дарнли, 16-й барон Клифтон (21 августа 1851 — 31 октября 1900), старший сын предыдущего[17];
- 1900—1937: Элизабет Аделина Мэри Блай, 17-я баронесса Клифтон (22 января 1900 — 5 июля 1937), единственная дочь предыдущего[18];
- 1937—1955: Эсме Иво Блай, 9-й граф Дарнли, 18-й барон Клифтон (11 октября 1886 — 29 мая 1955), старший сын Иво Фрэнсиса Уолтера Блая, 8-го графа Дарнли (1859—1927), двоюродный брат предыдущей[19];
- 1955—1980: Майор Питер Стюарт Блай, 10-й граф Дарнли, 19-й барон Клифтон (1 октября 1915 — 15 июня 1980), единственный сын предыдущего от первого брака[20];
- 1980—2017: Адам Иво Стюарт Блай, 11-й граф Дарнли, 20-й барон Клифтон (8 ноября 1941 — 18 июня 2017)), единственный сын 9-го графа Дарнли от третьего брака, сводный брат предыдущего[21];
- 2017 — настоящее время: Иво Дональд Блай, 12-й граф Дарнли, 21-й барон Клифтон (род. 17 апреля 1968), единственный сын предыдущего;
  - Наследник титула: Гарри Роберт Стюарт Блай, лорд Клифтон (род. 23 апреля 1999), единственный сын предыдущего.